# Dendrobium distichobulbum
Dendrobium distichobulbum är en orkidéart som beskrevs av Phillip James Cribb. Dendrobium distichobulbum ingår i släktet Dendrobium, och familjen orkidéer.
Artens utbredningsområde är Samoa. Inga underarter finns listade i Catalogue of Life.